# VIe législature de la Cinquième République française
La VIe législature de la Cinquième République française est un cycle parlementaire qui s'ouvre le 3 avril 1978 sous la présidence de Valéry Giscard d'Estaing et se termine le 22 mai 1981, avec la dissolution de l'Assemblée nationale par le président de la République récemment élu François Mitterrand, au lendemain de sa prise de fonction. La dissolution ouvre la VIIe législature de la Cinquième République, la première dominée par les socialistes.

## Composition de l'exécutif
- Président : Valéry Giscard d'Estaing (en date du 3 avril 1978)
- Premier ministre : Raymond Barre (en date du 3 avril 1978)

## Composition de l'Assemblée nationale

### Groupes parlementaires
| Groupe parlementaire               | Groupe parlementaire               | Groupe parlementaire               | Députés                            | Députés                            | Députés | Président déclaré |
| Groupe parlementaire               | Groupe parlementaire               | Groupe parlementaire               | Membres                            | Apparentés                         | Total   | Président déclaré |
| ---------------------------------- | ---------------------------------- | ---------------------------------- | ---------------------------------- | ---------------------------------- | ------- | ----------------- |
|                                    | RPR                                | Rassemblement pour la République   | 143                                | 11                                 | 154     | Claude Labbé      |
|                                    | UDF                                | Union pour la démocratie française | 108                                | 15                                 | 123     | Roger Chinaud     |
|                                    | SOC                                | Socialiste                         | 102                                | 11                                 | 113     | Gaston Defferre   |
|                                    | COM                                | Communiste                         | 86                                 | 0                                  | 86      | Robert Ballanger  |
|                                    |                                    |                                    |                                    |                                    |         |                   |
| Total de députés membre de groupes | Total de députés membre de groupes | Total de députés membre de groupes | Total de députés membre de groupes | Total de députés membre de groupes | 476     |                   |
|                                    | Députés non-inscrits               | Députés non-inscrits               | Députés non-inscrits               | Députés non-inscrits               | 15      |                   |
|                                    |                                    |                                    |                                    |                                    |         |                   |
| Total des sièges pourvus           | Total des sièges pourvus           | Total des sièges pourvus           | Total des sièges pourvus           | Total des sièges pourvus           | 491     |                   |

### Président de l'Assemblée
- Jacques Chaban-Delmas (RPR, 2e circonscription de la Gironde)

## Gouvernement
- Gouvernement Raymond Barre (3), du 5 avril 1978 au 13 mai 1981

## Élection du président de l'Assemblée nationale
| Candidat              | Circonscription     | Groupe politique | Groupe politique | Premier tour | Premier tour | Second tour | Second tour |  |
| Candidat              | Circonscription     | Groupe politique | Groupe politique | Voix         | %            | Voix        | %           |  |
| --------------------- | ------------------- | ---------------- | ---------------- | ------------ | ------------ | ----------- | ----------- |  |
| Jacques Chaban-Delmas | Gironde (2e)        |                  | RPR              | 153          | 31,42        | 276         | 58,23       |  |
| Edgar Faure           | Doubs (3e)          |                  | RPR              | 136          | 27,93        | Retrait     | Retrait     |  |
| Pierre Mauroy         | Nord (2e)           |                  | SOC              | 112          | 23,00        | 112         | 23,63       |  |
| Maurice Andrieux      | Pas-de-Calais (10e) |                  | COM              | 86           | 17,66        | 85          | 17,93       |  |
|                       |                     |                  |                  |              |              |             |             |  |
| Votants               | Votants             | Votants          | Votants          | 489          | 100,00       | 488         | 100,00      |  |
| Blancs et nuls        | Blancs et nuls      | Blancs et nuls   | Blancs et nuls   | 2            | 0,41         | 14          | 2,87        |  |
| Exprimés              | Exprimés            | Exprimés         | Exprimés         | 487          | 99,59        | 474         | 97,13       |  |